# 窝铺背后遗址
窝铺背后遗址，位于中国青海省化隆县德恒隆乡哇加滩村，为青海省市县级文物保护单位，公布日期为1986年12月8日，类型为古遗址。
窝铺背后遗址的历史年代为新石器时代。